# Melanie Miric
Pour les articles homonymes, voir Miric.
Melanie Miric (née le 11 décembre 1990 à Radolfzell am Bodensee) est une chanteuse allemande.

## Biographie
Après que Stefan Mross rencontre Melanie Miric en 2006 lorsque son émission Immer wieder sonntags se produit à Singen, elle fait sa première apparition à la télévision quand l'émission revient dans sa région natale en 2008. S'ensuit une collaboration entre Melanie Miric, Stefan Mross et le manager Georg Preisinger qui produit son premier single Windstärke 12 en 2010 et est souvent diffusé par les radios germanophones.
En 2011, Melanie Miric envoie au producteur Eugen Römer un courriel et la maquette de deux chansons. L'année suivante sort son premier album Ungezähmt dont tous les titres sont écrits et produits par lui, sauf Es war Frühling in Paris écrit ensemble. Ils mettent fin à leur collaboration au début de l'année 2013.

## Discographie
Album
- Ungezähmt (2012)

Singles
- Windstärke 12 (2010)
- Wie viel Fantasie hat die Nacht (2012)
- Ich warte auf den Moment, den man die große Liebe nennt (2012)
- Ich vermiss dich (sag mir wo die Träume sind) (2012)
- Ich glaub dir heute jede Lüge (2013)